# Mesentea
Mesentea – wieś w Rumunii, w okręgu Alba, w gminie Galda de Jos. W 2011 roku liczyła 211 mieszkańców.